# Основная теорема дифференциальной геометрии кривых
Основная теорема дифференциальной геометрии кривых описывает гладкие кривые в трёхмерном евклидовом пространстве с точностью до конгруэнтности.

## Формулировка
Пусть {\displaystyle s\mapsto \kappa (s)} и {\displaystyle s\mapsto \tau (s)} — две гладкие функции, определённые на интервале {\displaystyle \mathbb {I} }.
Предположим, что {\displaystyle \kappa (s)>0} для всех {\displaystyle s}.
Тогда существует гладкая кривая {\displaystyle \gamma \colon \mathbb {I} \to \mathbb {R} ^{3}} с единичной скоростью, кривизной {\displaystyle \kappa (s)}, и кручением {\displaystyle \tau (s)} при любом {\displaystyle s\in \mathbb {I} }.
Более того, {\displaystyle \gamma } однозначно определена с точностью до движения пространства, сохраняющего ориентацию.

## Вариации и обобщения
- Для описания плоских кривых достаточно знать ориентированную кривизну кривой.
- В размерностях выше 3 требуются аналоги кручения высших порядков.